# Austeucharis kosciuskoi
Austeucharis kosciuskoi är en stekelart som först beskrevs av Girault 1940.  Austeucharis kosciuskoi ingår i släktet Austeucharis och familjen Eucharitidae. Inga underarter finns listade.